# Batavus

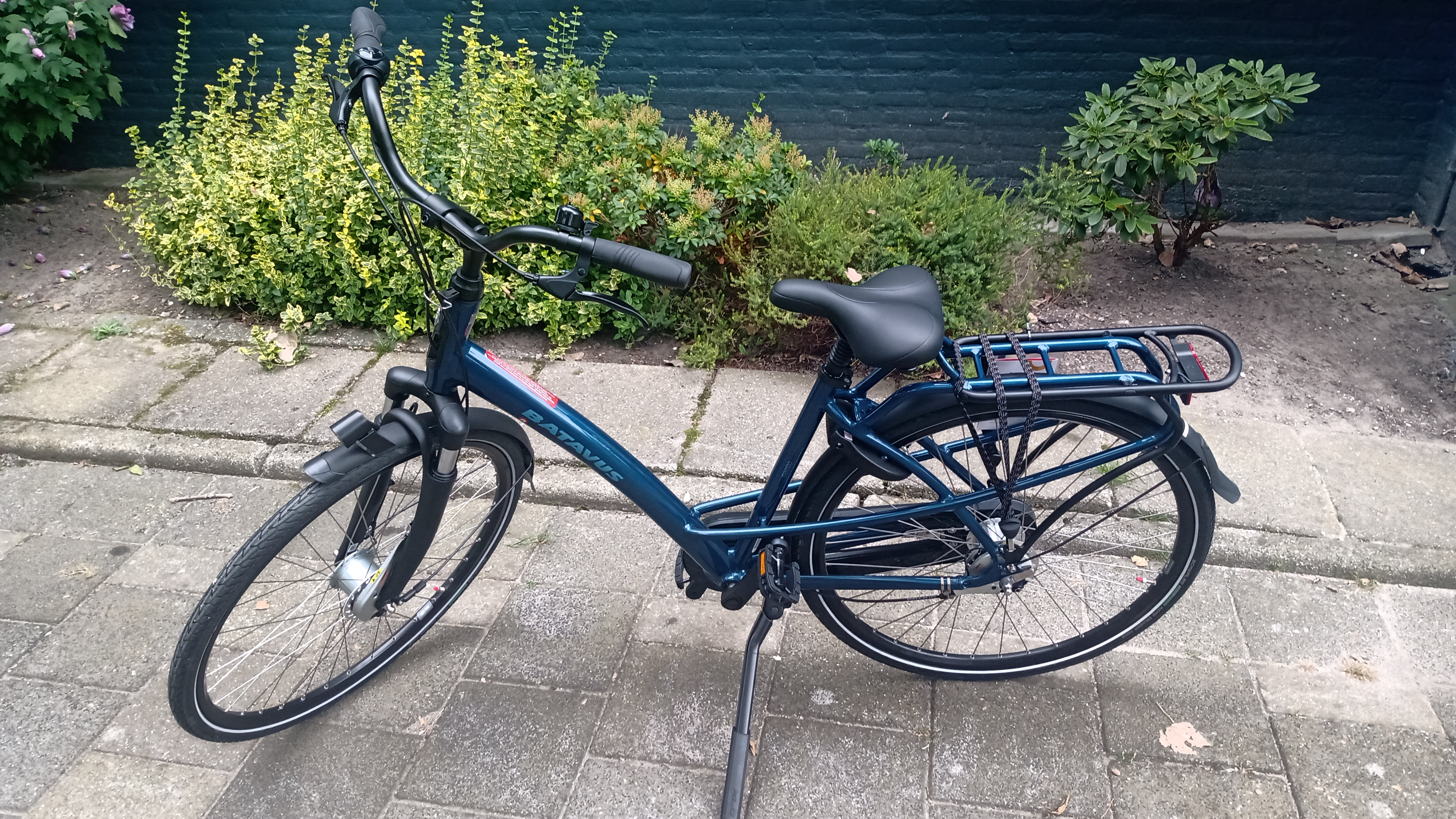
Batavus Mambo N7.

Batavus är en cykeltillverkare i Heerenveen i Nederländerna som ägs av Accell Group. Företaget är bland annat känt för sina cyklar där kedjan är heltäckt och för cykelvarianten kallad "Old Dutch".

## Historia

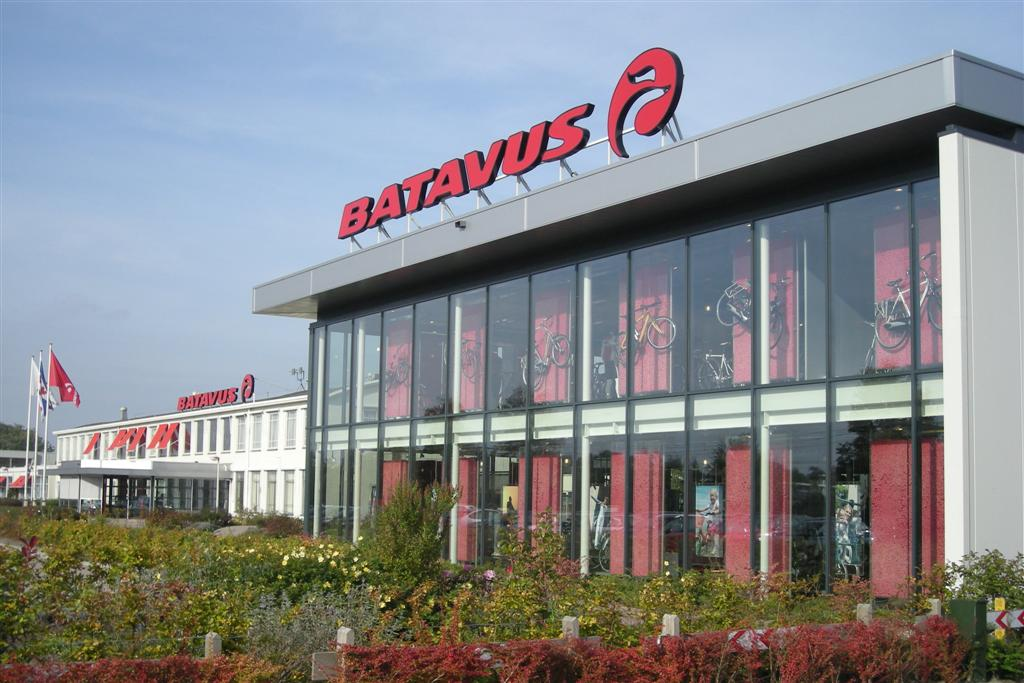
Batavus i Heerenveen

Andries Gaastra öppnade 1904 en butik i Heerenveen som sålde klockor och symaskiner. två år senare började sälja cyklar av tysk produktion, märket Presto. Han började snart att tillverka och sälja cyklar under märket Batavus. 1917 tog Batavus över en stor cykelfabrik och senare diversifierade man verksamheten med tillverkning av motorcyklar och mopeder. 
Efter andra världskriget var efterfrågan på cyklar mycket stor. På 1950-talet invigdes en ny modern fabrik som senare byggdes ut. På 1960-talet var Gerben Karstens framgångsrik tävlingscyklist med Batavus med etappsegrar i Tour de France.
Gerrit Gaastra sålde Batavus varpå sonen Andries Gaastra grundade cykelmärket Koga 1974. Andries Gaastra son Gerrit Gaastra har grundat märkena idworx och Gaastra.
Batavus har tagit över flera andra märken i Nederländerna. 1957 togs Bato över och 1969 Phoenix. 1969 köptes även Magneets produktion och marknadsrättigheter. Batavus var under 1970-talet Nederländernas största cykeltillverkare med en årsproduktion på 250 000 cyklar samt 70 000 mopeder.
1998 startade Batavus tillverkning av e-cyklar.